# باپاگای
باپاگای (به لاتین: Bappagay) یک رود در روسیه است که در یاقوتستان واقع شده‌است.